# Royal Society di Edimburgo

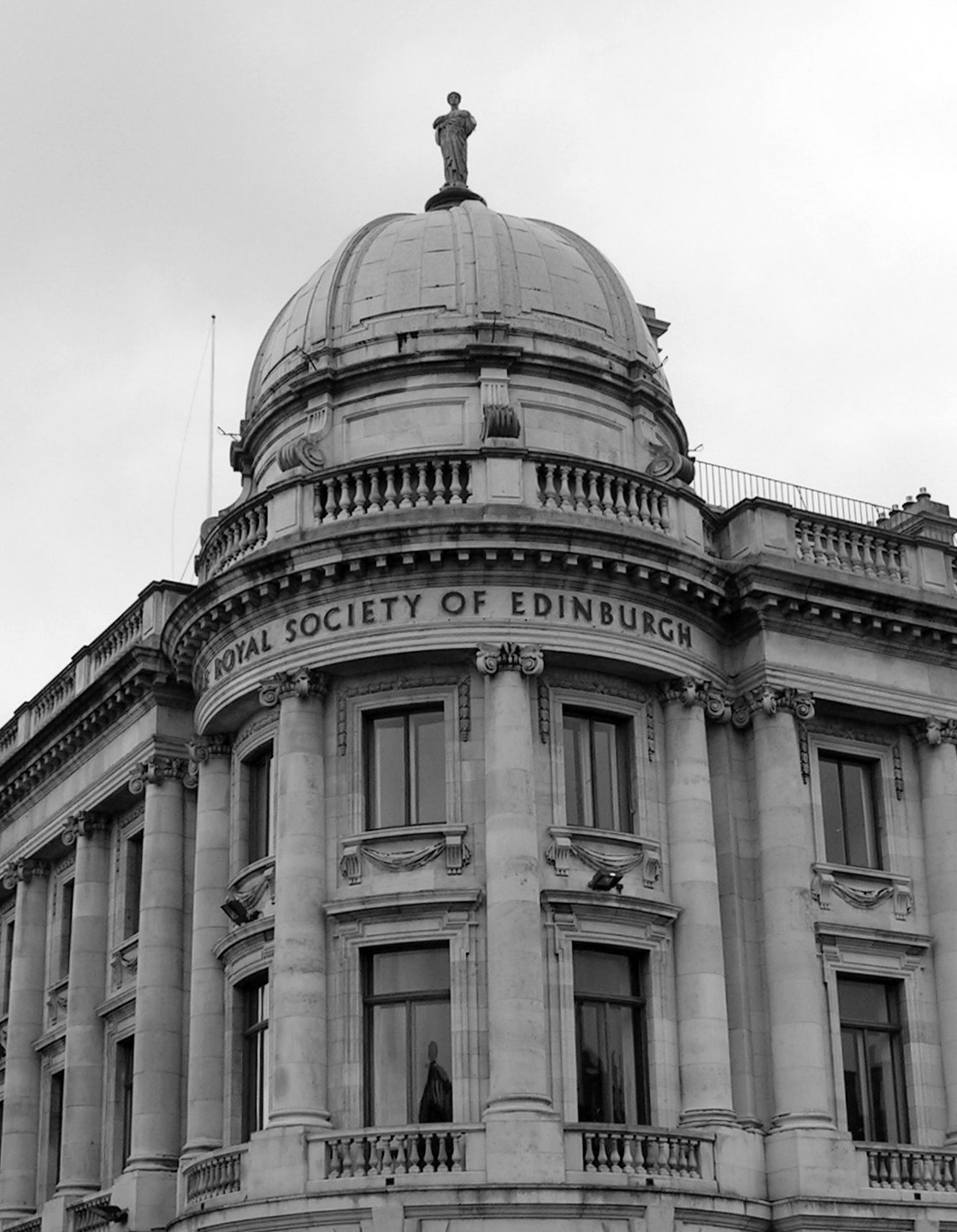
Sede della Royal Society

La Royal Society di Edimburgo (inglese: The Royal Society of Edinburgh; latino: Societas Regalis Edinburgi) è l'accademia scientifica e letteraria della Scozia. Copre perciò un ambito di ricerca più vasto rispetto alla Royal Society di Londra.

## Storia

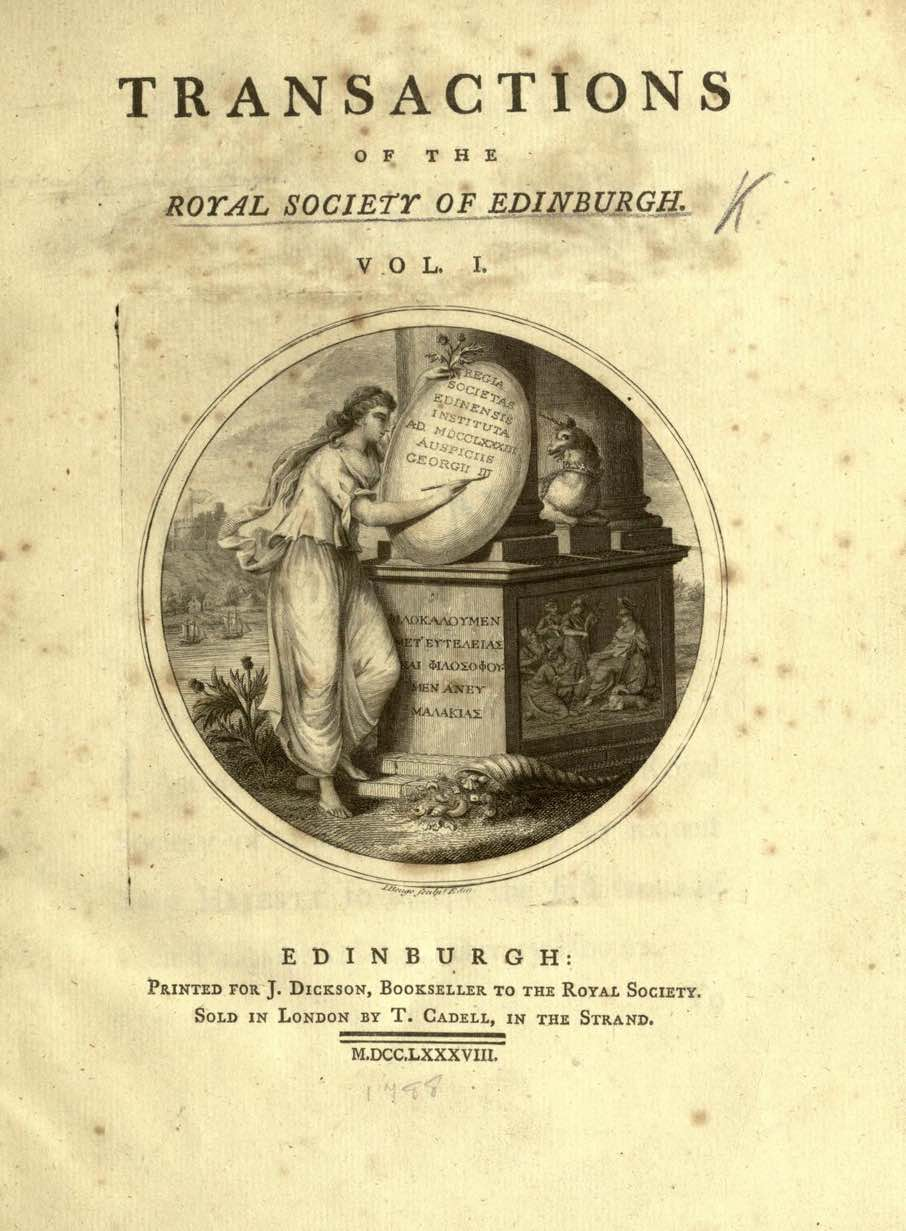
Frontespizio di un numero del 1788 delle Transaction of the Royal Society of Edinburgh

Nella Edimburgo della prima metà del Settecento fiorivano vari circoli culturali e società scientifiche di idee illuministiche.  Essi si occupavano di scienza, di materie umanistiche e di medicina; fra di esse la più prestigiosa era la Society for the Improvement of Medical Knowledge, comunemente chiamata Medical Society of Edinburgh, alla cui fondazione nel 1731 aveva partecipato anche il matematico Colin Maclaurin.
Maclaurin era, tuttavia, insoddisfatto della natura specialistica della Medical Society e nel 1737 una nuova società scientifica, dagli interessi più estesi, la Edinburgh Society for Improving Arts and Sciences and particularly Natural Knowledge, si separò dalla associazione specialistica medica, che da allora è diventata la Royal Medical Society.
Il lungo nome della nuova istituzione fu mutato l'anno successivo in Philosophical Society of Edinburgh. Con l'appoggio di alcuni professori dell'Università di Edimburgo, come Joseph Black, William Cullen e John Walker, questa società nel 1783 si trasformò nella Royal Society of Edinburgh e nel 1786 cominciò a pubblicare il suo periodico, le Transactions of the Royal Society of Edinburgh.
All'inizio dell'Ottocento i membri della Royal Society si divisero in merito ai fini della Associazione. Si ebbe una scissione che portò alla fondazione della Wernerian Society (1808–58), una società scientifica maggiormente interessata alle scienze naturali ed alla ricerca scientifica che potessero portare ad un miglioramento delle condizioni dell'agricoltura e dell'industria scozzesi, assai arretrate.  Anche la Wernerian Society ebbe la sua rivista,  chiamata prima  Memoirs of the Wernerian Natural History Society (1808–21) e poi Edinburgh Philosophical Journal (1822).
Nel 1858 la scissione rientrò e la Royal Society tornò ad essere l'unica accademia scientifica in Scozia.

## Sede
La Royal Society ha cambiato sede più volte nella sua storia:
- 1783–1807 – presso la College Library dell'Università di Edimburgo
- 1807–1810 – presso la Physicians' Hall, in George Street, sede del Royal College of Physicians of Edinburgh
- 1810–1826   – in 40–42 George Street, in coabitazione con la Society of Antiquaries of Scotland dal 1813
- 1826–1908 – nella Royal Institution (ora chiamato Royal Scottish Academy Building) sul Mound; in coabitazione, inizialmente, con il Board of Manufactures (proprietario dell'immobile), con la Institution for the Encouragement of the Fine Arts in Scotland e la Society of Antiquaries of Scotland
- 1908–09 – nell'edificio universitario di High School Yards
- 1909–oggi – in 22–24 George Street, comprata dalla Edinburgh Life Assurance Company grazie ad un'elargizione di 25,000 sterline da parte dello Scottish Office

## Soci
La Royal Society conta circa 1700 membri, fra cui 66 soci onorari e 65 soci corrispondenti.
I soci della Royal Society of Edinburgh si distinguono per l'acronimo FRSE prima o dopo il nome.
Fra i soci illustri la Royal Society annovera sir Walter Scott, Lord Kelvin, Robert Adam, Adam Ferguson, James Clerk Maxwell, Robert Graham e James Watt. Tra gli altri William Archibald Cadell.

## Premi e medaglie

### Fellowship
La borsa di studio della Royal Society of Edinburgh è un premio a sé stante che autorizza i borsisti all'uso dell'acronimo o delle lettere post-nominali FRSE nei titoli ufficiali.

### Royal Medals
Le medaglie reali vengono assegnate ogni anno, preferibilmente a persone con un legame scozzese, che hanno raggiunto riconoscimenti e fama internazionale in scienze della vita, scienze fisiche e ingegneristiche, arti, scienze umane e sociali o affari e commercio. Le medaglie sono state istituite nel 2000 dalla regina Elisabetta II, la cui autorizzazione è necessaria per fare una presentazione.
I vincitori del passato includono:
- 2020: Peter Kennedy
- 2019: Nicola Benedetti
- 2018: David Climie, Richard Henderson e Thea Musgrave
- 2017: Tessa Holyoake
- 2016: James Hough e Sir Angus Stewart Deaton
- 2015: Nessun premio
- 2014: Thomas Kibble e Richard G. Morris
- 2013: Sir John Cadogan, Michael Ferguson e Sir Ian Wood
- 2012: David Milne e Sir Edwin Southern
- 2011: la baronessa Helena Kennedy, Noreen Murray e Desmond Smith
- 2010: Sir Fraser Stoddart e il dottor James MacMillan
- 2009: Sir James Mirrlees, Wilson Sibbett e Karen Vousden
- 2008: Roger Fletcher, Richard Holloway e Sir David Lane
- 2007: Sir David Carter, John David MH Laver e Sir Thomas FW McKillop
- 2006: Sir John M. Ball e Sir David Jack
- 2005: Sir David Edward e .William G. Hill
- 2004: Sir Philip Cohen, Sir Neil MacCormick e Robin Milner
- 2003: Sir Paul Nurse, Lord Mackay di Clashfern e Sir Michael Atiyah
- 2002: Sir Alfred Cuschieri, Sir Alan Peacock e John R. Mallard
- 2001: Sir James Black, Tom Devine e A Ian Scott
- 2000: Sir Kenneth Murray, Peter Higgs e Walter Perry

### Medaglia di Lord Kelvin
La Medaglia Lord Kelvin è il Premio Senior per le scienze fisiche, ingegneristiche e informatiche. Viene assegnato ogni anno a una persona che ha ottenuto riconoscimenti a livello nazionale e internazionale e che ha contribuito a una società più ampia attraverso la diffusione accessibile di ricerca e borse di studio. I vincitori ricevono una medaglia d'argento e sono tenuti a tenere una conferenza pubblica in Scozia. Il premio prende il nome da William Thomson, I barone Kelvin (1824–1907), famoso fisico e ingegnere matematico e professore di filosofia naturale all'Università di Glasgow. I vincitori del premio senior devono avere una connessione scozzese, ma possono risiedere in qualsiasi parte del mondo.

### Medaglia Keith
La medaglia di Keith è stata storicamente assegnata ogni quattro anni per un articolo scientifico pubblicato sulle riviste scientifiche della società, preferendo un articolo contenente una scoperta. Viene assegnato alternativamente per articoli di matematica o scienze della terra e dell'ambiente. La medaglia è stata fondata nel 1827 a seguito di un lascito di Alexander Keith di Dunnottar, il primo tesoriere della Società.

### Premio Makdougall Brisbane
Il Premio Makdougall Brisbane è assegnato ogni due anni, preferibilmente a persone che lavorano in Scozia, con non più di quindici anni di esperienza post-dottorato, per particolari riconoscimenti nella promozione della ricerca scientifica ed è assegnato in sequenza ai ricercatori nelle scienze fisiche, scienze ingegneristiche e Scienze Biologiche. Il premio è stato fondato nel 1855 da Sir Thomas Makdougall Brisbane, il quarto presidente della Società di lunga data.

### Premio del Giubileo di Gunning Victoria
La "Gunning Victoria Jubilee Prize Lectureship" è un premio quadriennale per riconoscere il lavoro originale svolto da scienziati residenti o collegati con la Scozia. Il premio è stato fondato nel 1887 dal dottor Robert Halliday Gunning, chirurgo, imprenditore e filantropo scozzese che ha trascorso gran parte della sua vita in Brasile.